# Bougainvillea (遊佐未森のアルバム)
『Bougainvillea』（ブーゲンビリア）は、遊佐未森の15枚目のオリジナル・アルバム。2003年8月20日に東芝EMI/TMファクトリーから発売された（TOCT-25093）。

## 概要
初期にプロデュースを担当した外間隆史が共同プロデュース。
当時流行していたエレクトロニカ、フォークトロニカを取り入れている。
リミックス盤として『Bougainvillea Reflect』がリリースされている。
このアルバムについて遊佐未森は以下のように語っている。
ブックレットに掲載されていない「箱根」の歌詞は以下の通り。

## 再発売
2013年に遊佐がデビュー25周年を迎えることを記念し、同年7月24日に東芝EMI時代の7枚のアルバムをユニバーサルミュージック/EMI RecordsからSHM-CD化され再発売。その際に本アルバムも再発売された（TOCT-95187）

## 収録曲
1. 箱根
2. light song
3. ブーゲンビリア
4. 流線
5. blue heaven
6. 桃色の雲は
7. 花林糖
8. Daisy/Daisy
9. ユングフラウ（Schwarze Katze Version）
10. 彼方

## 主な参加ミュージシャン
- 西海孝(G, Banjo, Mandolin, others)
- 松岡トモキ(G)
- 小山晃一(B)
- 小野塚晃(P)
- 小松茂(Ds)
- 松田文(G)
- 楠均(Perc)
- 外間隆史(Key)
- 阿部浩二(G)
- 鹿島達也(B)
- Koo(Flugel Horn)
- 阿部尚徳
- 高木正勝